# Morne du Vitet
Morne du Vitet es el punto más alto de San Bartolomé, una colectividad de ultramar de Francia, situada en el Mar Caribe, con una altitud de 286 metros (938 pies). La montaña está situada en la parte oriental de la isla.
Las pendientes más suaves están hacia el este y hacia el norte se asientan, mientras que las pendientes más pronunciadas están hacia el oeste y hacia el sur se encuentran libres de edificios. La máxima pendiente esta hacia el sur, donde alcanza el mar a una distancia de 400 metros.